# 丘沁偉
丘沁偉（1990年9月21日—）是馬來西亞華人旅居台灣的男歌手，曾因體重破百自稱「熊界天菜」 、「暖聲熊男」，警方戲稱「影帝」，就讀銘傳大學新聞系。在台灣有多起犯罪紀錄，2022年10月起陸續被臺北地方法院依施用二級毒品罪判有期徒刑3月，以及違反個資法判6個月有期徒刑、可易科罰金18萬，執行完畢後驅逐出境。

## 經歷
2015年7月，丘沁偉於台北住家割腕自殺未遂。
2016年中旬丘沁偉宣佈將發行新專輯，在募資平台FlyingV為新專輯集資，成功達成目標，卻有人控訴專輯拿到了，但原本說好以499或699元以上的金額贊助，紙膠帶、貼紙、衣服等回饋品都沒有拿到。丘沁偉隨即舉辦個人小型演唱會《我在濕地濕了一地》。同年丘沁偉擔任高雄同志大遊行彩虹大使，並受邀與廖文強、HUSH 、何韻詩等人參與“讓生命不再逝去，為婚姻平權站出來”凱道萬人音樂會。
2016年年底丘沁偉發行個人創作概念專輯《二號病房的溫柔怪物丘沁偉》遭到前經紀人葉樹賢索討500萬解約金，才願意放行。專輯因此延宕許久，丘沁偉開記者會解釋自己依照合約內容，但經紀人卻無故消失讓他三年零收入只能靠自己私下打工接一些案子賺錢過活，專輯發行前也曾致電與前經紀人葉先生聯繫，唯對方並未回應。
2018年，陸續傳出丘沁偉欠錢不還的訊息，包括協助拍攝的mv導演溫紹宏，其將完整的對話記錄公佈在自己的臉書讓大家公開評斷，表示雖然後來曾有與丘沁偉達成協議，但丘沁偉並未按照約定還錢。像溫紹宏導演一樣的受害者組成群組，至少20人，金額可能超過百萬。

## 音樂作品

### 《背影控》
- 2013年發行，實體專輯未上架，僅有單曲在部分數位平台出現。

1. 《時計》 詞/葉樹賢  曲/彭學斌
2. 《某某某》詞/彭學斌、楊國忠   曲/彭學斌
3. 《背影控》詞/丘沁偉、葉樹賢   曲/楊沛寰
4. 《我不清楚》ft 柯以敏  詞/葉樹賢  曲/柯大衛
5. 《我不哭了》詞/丘沁偉  曲/饒燕婷
6. 《我們回家，好嗎》詞/黃子珊  曲/余典寧
7. 《凱歌》詞/左光平  曲/左光平、葉樹賢

### 《二號病房的溫柔怪物丘沁偉》
- 2016年透過台灣集資平台FlyingV募資後發行。

1. 《你有病》 詞/丘沁偉  曲/丘沁偉
2. 《溫柔怪物》 詞/傑米鹿  曲/丘沁偉
3. 《白頭偕老》 詞/丘沁偉  曲/丘沁偉
4. 《我不敢》 詞/丘沁偉  曲/丘沁偉、曾憲輝
5. 《抱歉失戀》 詞/丘沁偉  曲/丘沁偉
6. 《愛徒》 詞/丘沁偉  曲/王小愚、丘沁偉
7. 《鬼》 詞/黃子珊  曲/丘沁偉
8. 《珊珊》 詞/丘沁偉  曲/丘沁偉
9. 《微光》 詞/王小愚、丘沁偉  曲/王小愚、丘沁偉

### 《Re：》
- 2017年數位DEMO EP。

1. 《Re：》 詞/丘沁偉  曲/丘沁偉
2. 《我最喜歡你》 詞/丘沁偉  曲/丘沁偉
3. 《雨會把我們下成一座孤島》 詞/丘沁偉  曲/丘沁偉
4. 《Goodbye Goodbye》 詞/丘沁偉  曲/丘沁偉

### 單曲
1. 2017年9月21日發表《皮膚之間》 詞/丘沁偉  曲/丘沁偉

## 资料来源
1. ↑  . ETNEWS星光雲.   [2017-09-26]. （原始内容存档于2017-10-01） （中文（臺灣））.
2. ↑  旅台馬來西亞歌手丘沁偉一再涉毒 法官判他有期徒刑3月 （页面存档备份，存于），聯合報，2022-10-7
3. ↑  網PO楊實秋兒個資罵「下海當男妓」大馬歌手丘沁偉下場慘了 （页面存档备份，存于），中國時報，2022-11-17
4. ↑  . 蘋果日報.   [2017-09-26]. （原始内容存档于2017-09-26） （中文（臺灣））.
5. ↑  . flyingV.   [2019-12-18]. （原始内容存档于2019-12-18） （英语）.
6. 1 2  TVBS. . TVBS.   [2019-12-18]. （原始内容存档于2019-12-18） （中文（臺灣））.
7. ↑  自由娛樂. . ent.ltn.com.tw.   [2017-09-26]. （原始内容存档于2017-09-26）.
8. ↑  自由娛樂. . ent.ltn.com.tw.   [2017-09-26]. （原始内容存档于2017-09-26）.
9. ↑  . www.facebook.com.   [2019-12-18]. （原始内容存档于2019-02-19） （中文（简体））.

https://news.ltn.com.tw/amp/news/society/breakingnews/4457295 （页面存档备份，存于）